# Cameron Duke
Cameron Duke (Overland Park, 13 febbraio 2001) è un calciatore statunitense, centrocampista svincolato.

## Carriera

### Club
Cresciuto nel settore giovanile dello Sporting K.C., il 18 luglio 2019 firma il suo primo contratto professionistico valido fino al 2022 con opzione per un ulteriore anno; debutta in prima squadra il 31 luglio 2020 in occasione dell'incontro di MLS perso 3-1 contro il Philadelphia Union.

### Nazionale
Ha giocato nella nazionale statunitense Under-18.

## Statistiche

### Presenze e reti nei club
Statistiche aggiornate al 7 novembre 2021.
| Stagione        | Squadra          | Campionato      | Campionato | Campionato | Coppe nazionali | Coppe nazionali | Coppe nazionali | Coppe continentali | Coppe continentali | Coppe continentali | Altre coppe | Altre coppe | Altre coppe | Totale | Totale |
| Stagione        | Squadra          | Comp            | Pres       | Reti       | Comp            | Pres            | Reti            | Comp               | Pres               | Reti               | Comp        | Pres        | Reti        | Pres   | Reti   |
| --------------- | ---------------- | --------------- | ---------- | ---------- | --------------- | --------------- | --------------- | ------------------ | ------------------ | ------------------ | ----------- | ----------- | ----------- | ------ | ------ |
| 2021            | Sporting K.C. II | USL             | 4          | 1          |                 | -               | -               |                    | -                  | -                  |             | -           | -           | 4      | 1      |
| 2020            | Sporting K.C.    | MLS             | 9          | 0          |                 | -               | -               |                    | -                  | -                  |             | -           | -           | 9      | 0      |
| 2021            | Sporting K.C.    | MLS             | 16         | 2          |                 | -               | -               | LC                 | 1                  | 0                  |             | -           | -           | 17     | 2      |
| Totale carriera | Totale carriera  | Totale carriera | 29         | 3          |                 | -               | -               |                    | 1                  | 0                  |             | -           | -           | 30     | 3      |